# Alcis pseudobastelbergeri
Alcis pseudobastelbergeri là một loài bướm đêm trong họ Geometridae.